# آن كلير وليامز
آن كلير وليامز (بالإنجليزية: Ann Claire Williams)‏ (و. 1949 – م)هي محامية، وقاضية من الولايات المتحدة الأمريكية .

## التعليم
تعلمت في جامعة وين ستيت، وجامعة ميشيغان، ونوتردام.

## مناصب وهيئات
أدارت جامعة نورث وسترن في.